# シャーロット (原子力潜水艦)
|          |                                           |
| 艦歴     |                                           |
| 発注     | 1987年2月6日                              |
| 起工     | 1990年8月17日                             |
| 進水     | 1992年10月3日                             |
| 就役     | 1994年9月16日                             |
| その後   | 就役中                                    |
| 母港     | バージニア州ノーフォーク                  |
| 性能諸元 |                                           |
| 排水量   | 満載：6,927 トン、基準：6,000 トン        |
| 全長     | 110.3 m (362 ft)                          |
| 全幅     | 10 m (33 ft)                              |
| 喫水     | 9.4 m (31 ft)                             |
| 最大速   | 水上25 kt (46 km/h)、水中30+ kt (56 km/h) |
| 潜行深度 | 290 m (950 ft)                            |
| 機関     | S6G reactor 1基                           |
| 乗員     | 士官12名、兵員98名                        |
| モットー |                                           |
|          |                                           |

シャーロット(USS Charlotte, SSN-766)は、アメリカ海軍のロサンゼルス級原子力潜水艦の55番艦。艦名はノースカロライナ州シャーロットに因んで命名された。その名を持つ艦としてはタコマ級フリゲート42番艦(PF-60)以来4隻目。

## 艦歴
シャーロットの建造は1987年2月6日にバージニア州ニューポート・ニューズのニューポート・ニューズ造船所に発注され、1990年8月17日に起工した。1992年10月3日にメアリー・マコーマック夫人によって命名、進水し、1994年9月16日にマイケル・マシューズ艦長の指揮下就役した。
2005年11月29日、シャーロットは真珠湾から北極の氷冠の下を通ってバージニア州ノーフォークに到着した。途中北極で61インチの氷を突き破って浮上した。これはロサンゼルス級潜水艦での新記録であった。
2007年に再度大西洋艦隊から太平洋艦隊に編入され真珠湾へ戻っている。太平洋艦隊編入後、定期的に日本への寄港もある。
シャーロットはDSRVの母艦でもある。また、アドバンスド・SEAL・デリバリー・システム(Advanced SEAL Delivery System, ASDS)を搭載可能である。